# La Curva (Michelena)
La Curva, población ubicada en la carretera de El Corredor Turístico de las Rosas, a 15 kilómetros de la capital del municipio, Michelena, Venezuela.
La Curva, es un pueblo que se sustenta económicamente gracias al turismo que se ha generado en la zona. Típicas mermeladas de fresa hechas artesanalmente, calentado, masato, empanadas, y el popular miche callejonero, son los principales productos alimenticios de los que vive el poblado.
También en la curva se siembran flores que son exportadas a Caracas o Valencia, y es centro neurálgico de comunicación entre varios poblados cercanos, como Los Hornos, la montaña El Picacho, El Peñón o Boca de Monte.
- Datos: Q5963140